# توماس بويل
توماس بويل (بالإنجليزية: Thomas Boyle)‏ هو ضابط أمريكي، ولد في 29 يونيو 1775 في ماربلهيد في الولايات المتحدة، وتوفي في 12 أكتوبر 1825 في بحر.